# Christopher Hacon
Christopher Derek Hacon (Manchester, 14 de fevereiro de 1970) é um matemático britânico, italiano e estadunidense. É atualmente distinguished professor of mathematics da Universidade de Utah, onde possui uma Presidential Endowed Chair. Seus interesses de pesquisa incluem geometria algébrica.
Hacon nasceu em Manchester e cresceu na Itália, onde estudou na Escola Normal Superior de Pisa e graduou-se em matemática na Universidade de Pisa em 1992. Obteve um doutorado em 1998 na Universidade da Califórnia em Los Angeles, orientado por Robert Lazarsfeld.

## Prêmios e honrarias
Em 2007 recebeu o Clay Research Award por seu trabalho, juntamente com James McKernan.

Recebeu em 2009 o Prêmio Cole, juntamente com McKernan.
Foi palestrante convidado do Congresso Internacional de Matemáticos em Hyderabad (2010).
Recebeu o Prêmio Antonio Feltrinelli de 2011.
Em 2017 recebeu o Breakthrough Prize in Mathematics de 2018 (com James McKernan).
Em 2018 foi eleito para a Academia Nacional de Ciências dos Estados Unidos.